# (5775) Inuyama
(5775) Inuyama ist ein Asteroid des Hauptgürtels, der am 29. September 1989 von den japanischen Astronomen Yoshikane Mizuno und Toshimasa Furuta an der Sternwarte von Kani (IAU-Code 403) in der Präfektur Gifu in Japan entdeckt wurde.
Der Himmelskörper wurde nach der Stadt Inuyama im Norden der Präfektur Aichi auf Honshū, der Hauptinsel von Japan benannt, die in einer landschaftlich attraktiven Gegend direkt am Kiso-Fluss liegt und als Touristenstadt bekannt ist.